# 吕特尼克
吕特尼克（德語：Rüthnick）是德国勃兰登堡州的一个市镇，隶属于东普里格尼茨-鲁平县。总面积为17.7平方千米，截至2020年总人口为454人。